# Sands Macao
Sands Macao (en chino tradicional, 金沙娛樂場) es un casino y hotel localizado en la península de Macao, Macao. Es operado y propiedad de Las Vegas Sands Corporation, y fue diseñado por Paul Steelman Design Group.  se compone de un casino de 229 000 pies cuadrados (21 275 m²), un hotel de 51 suites VIP. Este casino recibe visitantes de todo el mundo, especialmente de la China continental, quienes no necesitan quedarse en los hoteles.
El director de Las Vegas Sands Sheldon Adelson, el sexto hombre más rico del mundo, ha dicho que su compañía pronto será una empresa principalmente china, y que Las Vegas debería de llamarse "La Macao de América".   El presidente y director de operaciones de Las Vegas Sands Corporation argumentó el 12 de febrero de 2007 que Macao ha pasado al Strip de Las Vegas y lo doblará en cantidad de casinos en 2010.

## Historia
El casino abrió el 18 de mayo de 2004 a un costo de 240 millones de dólares. Todos los bonos hipotecarios que se emitieron para financiar la construcción se pagaron en mayo de 2005.  En el 2006, el casino completó una expansión e incremento el tamaño del casino de 165 000 pies cuadrados (15 329 m²) a 229 000 pies cuadrados (21 275 m²).  Sólo el casino contiene 740 mesas de juego, convirtiéndolo en el segundo casino con más mesas de juego en el mundo después de que el Palazzo Las Vegas, también de la misma compañía, lo destronara del primer lugar en diciembre de 2007.

### Hotel Sands Macao
El 29 de septiembre de 2007, Sheldon Adelson de Las Vegas Sands Corp. anunció que abriría su segundo hotel, el Sands Macau, en Macao en octubre. Mark Brown, presidente de Sands Macao y el  Hotel Venetian Macau Resort dijo: "Ahora estamos en una posición única en Macao de ofrecer todas las comodidades necesarias como un destino para atraer a una amplia gama de visitantes que se hospeden varias noches."